# Plogging

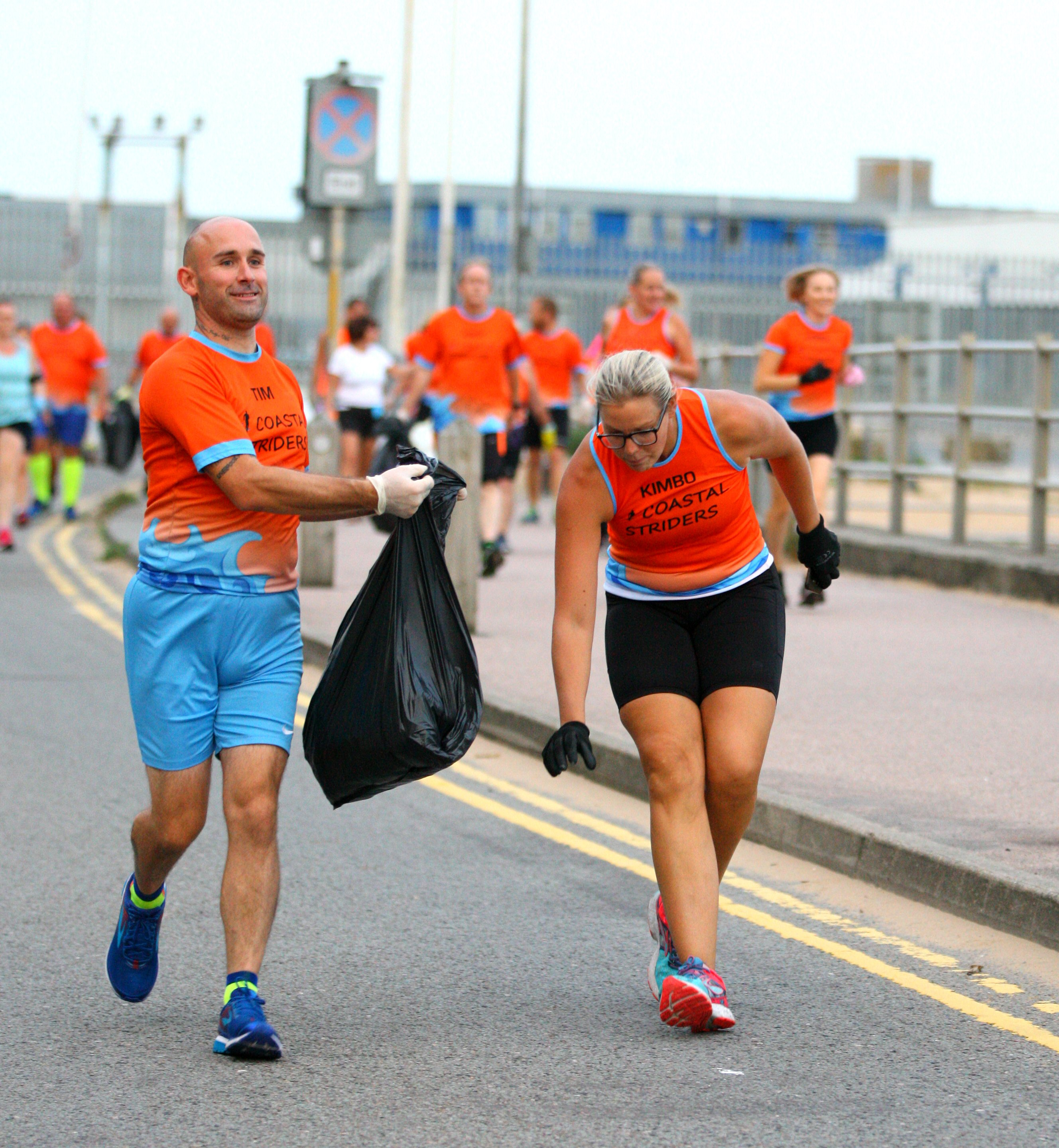
Žena s mužem při ploggingu v roce 2018

Plogging (spojení ze švédského plocka upp = sbírat, zvednout a anglického jogging) je kombinace běhu a sbírání odpadků. 
Tato aktivita vznikla organizovaně v roce 2016 ve Švédsku, v roce 2018 se rozšířilo povědomí o ní i v dalších zemích. Kromě obyčejného běhu umožňuje i další pohyby, jako například dřepy, ohýbání se a různé protahování. Zároveň pomáhá přírodu a veřejná prostranství vyčistit od znečištění především plasty. Je rozšířená především ve Švédsku, rozšířila se však také do dalších evropských zemí, dále Austrálie či USA.
V roce 2018 Asociace společenské odpovědnosti společně se členy platformy do České republice přinesli tuto eco friendly aktivitu pod názvem Plogging Česko. Plogging v Česku podporuje také Švédské velvyslanectví v Praze.